# ラブライブ! μ's New Year LoveLive! 2013
ラブライブ！ μ's New Year LoveLive! 2013（ラブライブ ミューズ ニューイヤーラブライブ 2013）は、2013年（平成25年）1月3日にTOKYO DOME CITY HALLで開催されたコンサート。
メディアミックス企画「ラブライブ!」による、μ'sのワンマンコンサート第2弾である。ただし、絢瀬絵里役の南條愛乃は欠席となった。

## 概要
オープニングを飾ったのはライブ初披露となる、当時の最新ナンバリングシングル曲「Wonderful Rush」で、アニメPVそのままのフォーメーションで演者が歌い、踊ることで会場を盛り上げた。直後のトークパートでは、新年の挨拶と、今回のライブに対する意気込みが語られた。
次いで、デビュー曲「僕らのLIVE 君とのLIFE」と「友情ノーチェンジ」の後に、放送直前に迫っていたテレビアニメ第1期の見どころを紹介するコーナーが設けられた。
ライブ中盤からはデュオ・トリオ & ソロパートに突入し、多彩な音楽性を披露した。その後のユニットパートでは、それぞれが1stライブの時より豪華になった衣装で登場した。なお前述の通り南條愛乃が不在のため、BiBiの曲は飯田里穂および楠田亜衣奈が助っ人として参加する特別編成で提供された。
終盤の「Snow halation」で、演者たちはフリルをふんだんにあしらった新衣装で登壇した。また、曲のクライマックスで観客たちが手元のライトの色を白からオレンジへと切り替える光景は、この2ndライブの時点ですでに定番となっていた。
アンコールの「夏色えがおで1,2,Jump!」では、演者たちが揃いのTシャツ姿となってステージに復帰し、歌の後に3rdライブの開催告知を行って会場を沸かせた。
最後のダブルアンコール「僕らのLIVE 君とのLIFE」は、観客も一緒に歌う大合唱となって、3時間以上に及ぶライブを締めくくった。

## セットリスト
出典
1. Wonderful Rush
2. 僕らのLIVE 君とのLIFE
3. 友情ノーチェンジ
4. Mermaid festa vol.1
5. Mermaid festa vol.2 〜Passionate〜
6. soldier game
7. 乙女式れんあい塾
8. 告白日和、です！
9. after school NAVIGATORS
10. Listen to my heart!!
11. ぶる〜べりぃ♡とれいん
12. 勇気のReason
13. 純愛レンズ
14. 恋のシグナル Rin rin rin!
15. Someday of my life
16. Daring!!
17. 孤独なHeaven
18. まほうつかいはじめました！
19. 知らないLove*教えてLove
20. あ・の・ね・が・ん・ば・れ！
21. sweet&sweet holiday
22. Love marginal
23. ダイヤモンドプリンセスの憂鬱
24. ラブノベルス
25. もぎゅっと"love"で接近中！
26. baby maybe 恋のボタン
27. Snow halation
28. 愛してるばんざーい！
29. 夏色えがおで1,2,Jump! [アンコール]
30. Oh, Love&Peace! [アンコール]
31. 僕らのLIVE 君とのLIFE [Wアンコール]

## 映像ソフト
当ライブ単独でのソフト化はされていない。
テレビアニメ第1期のBlu-ray特典として、3部に分ける形で収録されている。
Part1（第2巻収録）
上記セットリストの1 - 10
Part2（第4巻収録）
上記セットリストの11 - 22
Part3（第6巻収録）
上記セットリストの23 - 31
また、『ラブライブ！9th Anniversary Blu-ray BOX』Forever Editionの映像特典としても収録された。

## 劇場での上映
「μ'sありがとうProject 〜Road to μ'sic Forever〜」の一環で、当ライブの映像が「Film Live in Theater (2)」として、2016年1月31日に劇場で上映された。
スペシャルステージ上映のため、観客がライトを振ったり、声を出して盛り上がったりすることが許可されていた。